# Râul Cajvana
Râul Cajvana este un curs de apă, afluent al râului Soloneț. 

## Hărți
- Harta județului Suceava
- Harta Obcinele Bucovinene  Arhivat în 30 iulie 2009, la Wayback Machine.